# Parques Nacionais do Lago Turcana
Os Parques Nacionais do lago Turcana (Turkana) são um grupo de três parques nacionais localizados no Quénia. Foram nomeados Património Mundial da UNESCO em 1997 e expandido em 2001. As razões para a importância são inclui o seu uso como ponto de paragem para aves migratórias e como espaço de reprodução para o crocodilos-do-nilo, hipopótamos e cobras. Também contém fósseis no depósito de Koobi Fora que são únicos no mundo. Os Parques Nacionais do lago Turcana consiste no Parque Nacional de Sibiloi e em duas ilhas no Lago Turcana.